# Eva Buurman
Eva Buurman (7 september 1994) is een Nederlands voormalig wegwielrenster.

## Carrière
Zij begon haar sportcarrière op de skeelers, maar in 2013 besloot zij zich te concentreren op de wielersport. Aanvankelijk reed Buurman voor de club West Frisia. In 2010 eindigde zij op de tweede plaats in de vierde Rabo-wielerronde Hartje Baarn en in 2012 eveneens in het Regionaal Kampioenschap Noord-Holland/Zuid-Holland. In 2014 behaalde zij goud in het Rabobank Nederlands Studentenkampioenschap. In 2015 stapte Buurman over naar GRC Jan Van Arckel. Dat jaar werd zij tweede in zowel de Grote Handbikeprijs als in de Profronde van Tiel.

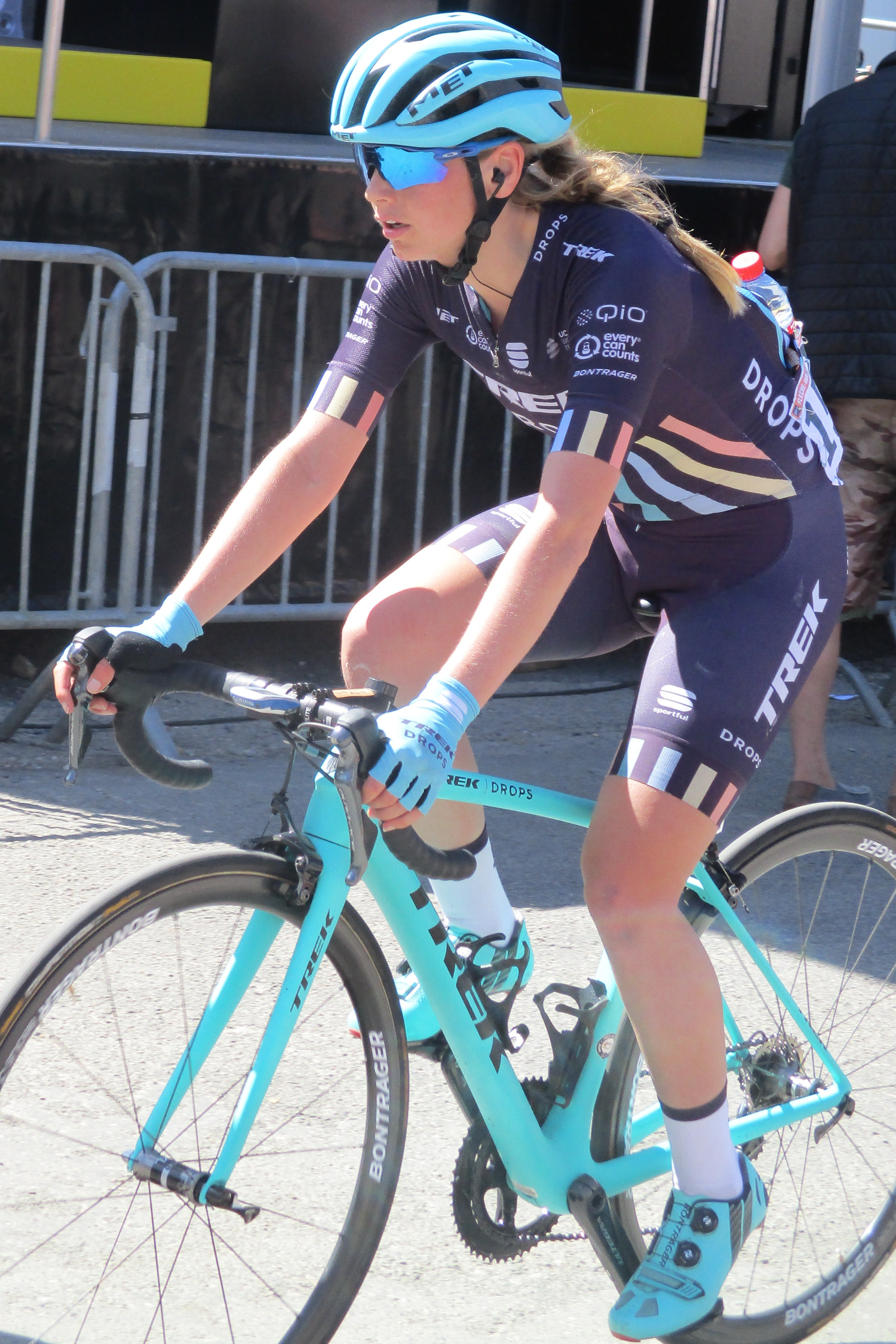
Buurman in de Waalse Pijl 2018.

In 2016 en 2017 reed Buurman voor Parkhotel Valkenburg-Destil, waarna zij in 2018 voor het Britse Trek-Drops uitkwam. Hierbij was zij kopvrouw in de OVO Energy Women's Tour waarin zij een achtste plaats behaalde in het eindklassement. Later in het seizoen sloot zij de Ladies Tour of Norway als zevende af. Zij won de 5e Kermisronde van de Weebosch. In 2019 maakte zij de overstap naar Boels Dolmans, in 2021 kwam ze uit voor Team Tibco en vanaf 2022 voor Liv Racing Xstra, waar ze na het seizoen 2023 haar carrière beëindigde.

## Uitslagen in voornaamste wedstrijden
| Jaar | Gent-Wevelgem | Ronde van Vlaanderen | Amstel Gold Race | Luik-Bast.‑Luik | Waalse Pijl | Omloop Het Nieuwsblad | Le Samyn |
| ---- | ------------- | -------------------- | ---------------- | --------------- | ----------- | --------------------- | -------- |
| 2015 | 65e           |                      |                  |                 |             |                       | opgave   |
| 2016 |               | opgave               |                  |                 | 57e         |                       | 35e      |
| 2017 | 60e           | 73e                  | 20e              |                 |             |                       | 61e      |
| 2018 | 38e           | 23e                  | 47e              | 27e             | 49e         |                       |          |
| 2019 |               |                      |                  | 43e             | opgave      | 75e                   | 31e      |
| 2020 | 68e           |                      |                  | opgave          | 75e         | 41e                   | 26e      |
| 2021 | 60e           | opgave               |                  |                 |             | 47e                   | 38e      |
| 2022 |               |                      | opgave           |                 |             |                       | 102e     |
| 2023 | opgave        |                      |                  |                 |             | 84e                   |          |

## Ploegen
- 2016  - Parkhotel Valkenburg

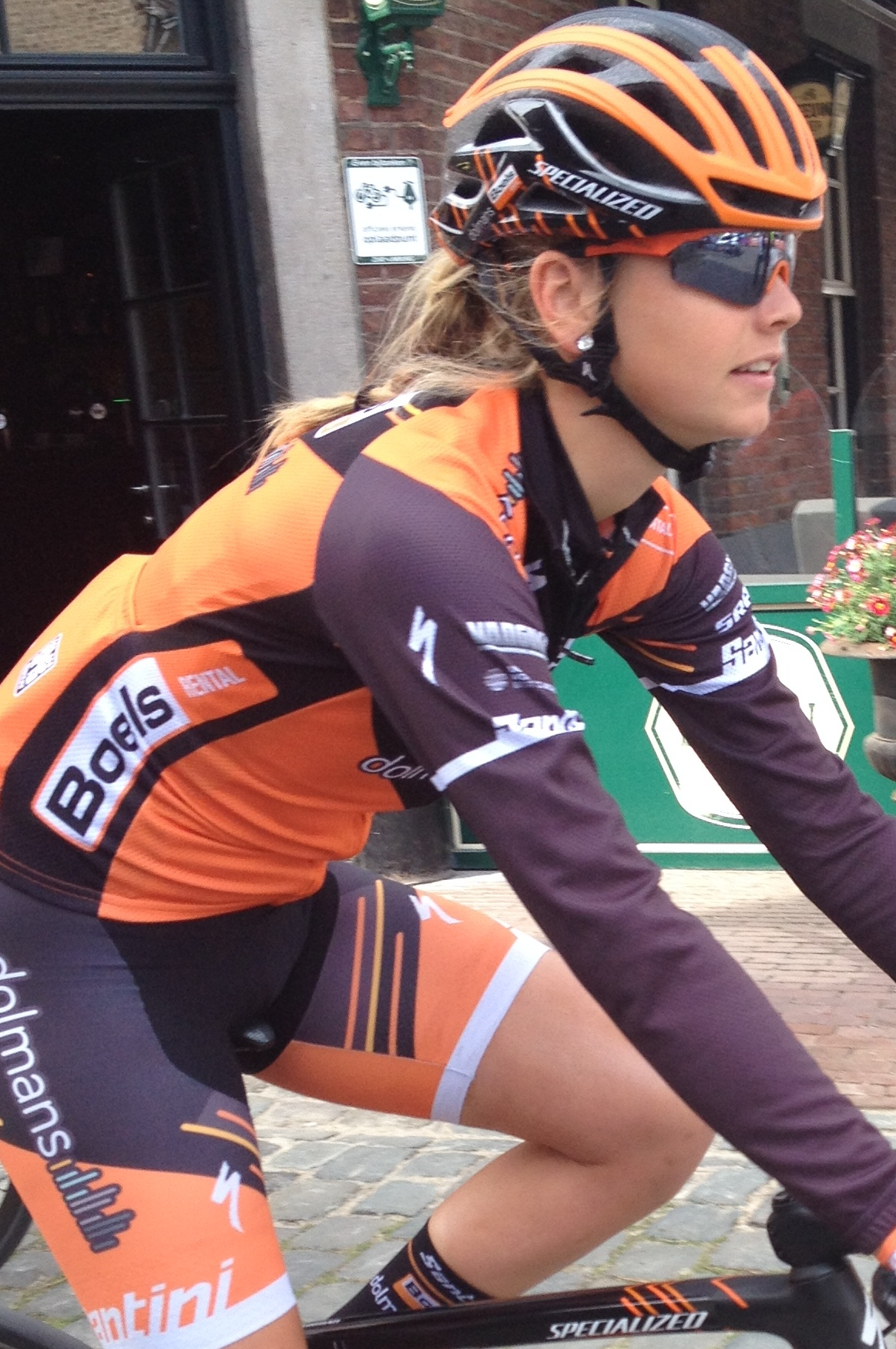
Buurman bij Boels Dolmans in 2019.

- 2017  - Parkhotel Valkenburg-Destil
- 2018  - Trek-Drops
- 2019  - Boels Dolmans
- 2020  - Boels Dolmans
- 2021  - Team TIBCO-SVB
- 2022  - Liv Racing Xstra
- 2023  - Liv Racing TeqFind